# Torrecilla (Sierra de las Nieves)
Torrecilla o La Torrecilla, situado en el término municipal de Tolox, es con sus 1919 metros sobre el nivel del mar el pico más alto de la Sierra de las Nieves y uno de los más importantes de la provincia de Málaga.

## Ascensión

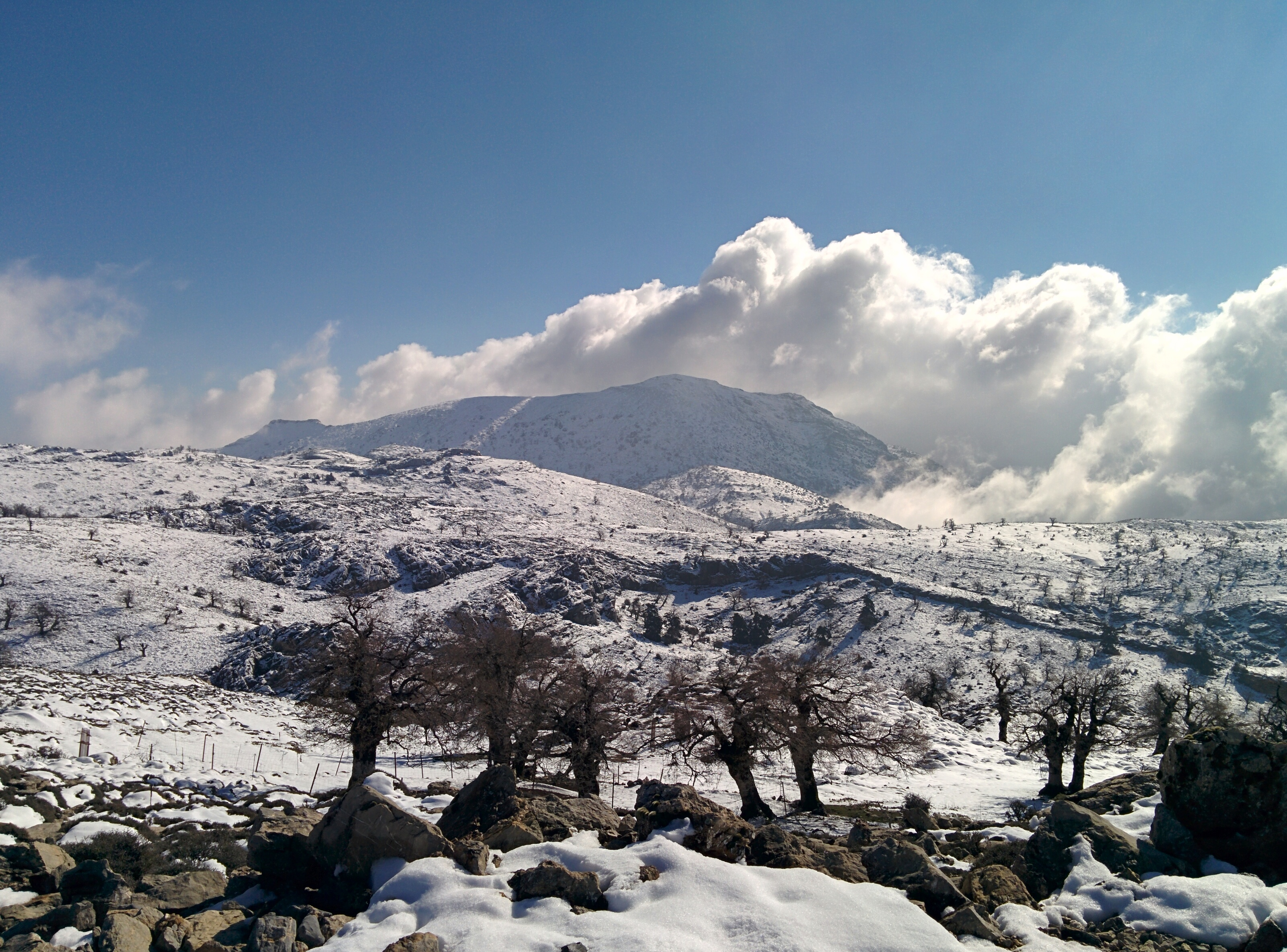
Pico Torrecilla visto desde el Puerto de los Pilones, con nieve, el 30 de enero de 2016.

Existen varios recorridos para su ascensión desde distintos puntos de la Sierra de las Nieves.

### Ruta Normal
La ruta de ascensión más utilizada, empieza en el Área Recreativa de los Quejigales a aproximadamente 1285 metros sobre el nivel del mar y continúa por la Cañada del Cuerno hasta el Puerto de los Pilones. Desde allí, se hace una pequeña travesía hacia el pozo de las nieves y hasta el Pilar de Tolox, justo a los pies del pico. Desde el Pilar de Tolox hay un fuerte desnivel final para el ataque al pico.
Desde el inicio al pico, se estima que hay del orden de 3.5 horas de actividad, con unos 900 metros de desnivel positivo en aproximadamente 7-8 km de recorrido (sólo ida).
Esta ruta está calificada como de dificultad alta por la Junta de Andalucía.

### Ruta de la Cañada de las Ánimas
Esta variante de la ruta normal utiliza la Cañada de las Ánimas en vez de la Cañada del Cuerno para llegar hasta el Pozo de las Nieves. Esta variante la suelen usar montañeros que conocen mejor la zona y que quieren evitar la gran concurrencia de personas que puede llegar a haber en la Ruta Normal. Además, la Cañada de las Ánimas es un lugar de mucha belleza natural.
Esta ruta es muy similar en cuanto a desnivel y distancia a la Ruta Normal. Presenta el mismo nivel de dificultad.

### Ruta desde Tolox
Esta ruta asciende al pico desde Tolox, transitando generalmente por la Cañada de las Carnicerías. Por este recorrido se superan los 1850 metros de desnivel positivo en casi 15 km (sólo ida). Por tanto, es una ruta más exigente que las que parten desde el Área Recreativa de los Quejigales.

## Accesos
Para las rutas de ascensión que se inician en el Área Recreativa de los Quejigales, se accederá mediante vehículo desde el Área Recreativa de las Conejeras.  Para llegar aquí, se usa la carretera A-397 hasta el kilómetro 14.
Desde el Área Recreativa de las Conejeras hasta el Área Recreativa de los Quejigales hay aproximadamente 10 km de carril asfaltado, camino de tierra y/o pista forestal.
En algunas circunstancias, los carriles para vehículos pueden ser cortados por motivos de seguridad (heladas, desprendimientos, etc) u otros eventos (deportivos, caza, etc). Durante la época estival, aproximadamente desde el 15 de junio al 15 de octubre, parte del carril de acceso se encuentra cortado al paso de vehículos por peligro de incendios.
Hasta la fecha nunca se han requerido permisos especiales ni autorizaciones para el acceso a la zona o al pico.

## Meteorología
La meteorología de este pico está directamente relacionada con la de la Sierra de las Nieves. No suelen encontrarse predicciones ni observaciones directas sobre el pico. Sin embargo, pueden usarse las predicciones/observaciones de las cercanías (Ronda, Tolox, Parauta, etc).

### Temperatura
La temperatura en el pico y rutas de acceso suele ser suave durante todo el año (no extrema).
En verano el calor andaluz del Clima mediterráneo se hace notar y las travesías de acceso se desaconsejan por peligro de insolación y golpes de calor.
En invierno la temperatura baja considerablemente aunque sin llegar a considerarse frío extremo.

### Nieve
En época invernal, es fácil encontrar nieve en las rutas de ascensión si la cota de nieve lo permite.
No obstante, la nieve se funde a los pocos días a no ser que la temperatura se mantenga muy baja.

### Viento
La zona alta de la montaña y en especial la zona del Puerto de los Pilones puede sufrir fuertes rachas de viento, superando en algunos casos los 70 km/h.
Este hecho influye directamente en la sensación térmica que existe en la zona.
Además, en invierno, las ventiscas de nieve son relativamente frecuentes.